# Markéta Luskačová

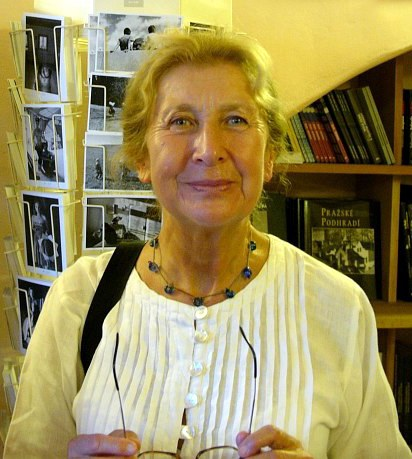
Markéta Luskačová nel 2008

Markéta Luskačová (Praga, 29 agosto 1944) è una fotografa ceca.

## Biografia
Markéta Luskačová nota principalmente per la sua serie di fotografie scattate in Slovacchia, Gran Bretagna e altrove. Considerata una delle migliori fotografe sociali ceche fino ad oggi, dagli anni '90 ha fotografato bambini nella Repubblica Ceca , in Slovacchia e in Polonia.
Nel 1968 si laureò alla Charles University con una tesi sulla religione in Slovacchia. Successivamente ha studiato fotografia alla Film and TV School of the Academy of Performing Arts a Praga (FAMU). Nel 1971 Luskačová sposò il poeta Franz H. Wurm. 
Wurm, terrorizzato dalla normalizzazione, lasciò il paese e Luskačová chiese alle autorità statali il permesso di visitare suo marito all'estero. Nel 1975 si trasferì in Inghilterra. Negli anni Settanta Luskačová ha avuto un figlio dal fotografo Chris Killip, Matthew.
Alcune sue fotografie risalenti alla metà degli anni '70 sono rimaste inedite fino al 2020.

## Pubblicazioni
- Pilgrims: Victoria & Albert Museum. London: Victoria and Albert Museum, 1983. ISBN 0-905209-60-5. Exhibition catalogue.
- Pilgrims. London: Arts Council of Great Britain, 1985. ISBN 0-7287-0443-9. Exhibition catalogue, with text by John Berger.
- Judlová, Marie. Markéta Luskačová. Prague: Galerie hlavního města Prahy, 1991.
- Markéta Luskačová: Photographs of Spitalfields. London: Whitechapel Gallery, 1991. Exhibition catalogue. With 72 pages, 32 plates, and a preface by Catherine Lampert and texts by David Widgery ("Ripe bananas and stolen bicycles"), Mark Holborn and Chris Killip.
- Markéta Luskačová: Fotografie ze Spitalfields (Londýn 1974–1990). Brno: Dům umění města Brna, 1995. ISBN 80-7009-074-X.
- Unknown Remembered: Photographs of Children, 1968-98. [Prague]: Galerie G4; Sydney: Stills Gallery, 1998. Exhibition catalogue,
- Markéta Luskačová. Prague: Torst, 2001. ISBN 80-7215-129-0.  Book with introductory texts by Marie Klimešová, Gerry Badger, and Josef Topol.
- O smrti, o koních a jiných lidech / On Death and Horses and Other People: Maškary–Masks: 1999–2010: Roztoky–Únětice. [Roztoky], Czech Republic: Sdružení Roztoč, 2011. ISBN 978-80-254-8402-9 Catalogue of an exhibition, with short texts by Howard Bossen and Robert Silverio.
- To Remember: London Street Musicians 1975–1990. [Prague: Markéta Luskačová], 2016. ISBN 978-80-270-0241-2. With texts in English and Czech by Luskačová, Howard Bossen and John Berger.
- By the Sea: Photographs from the North East, 1976–1980. Bristol: RRB, 2019. Edizione di 600 copie. ISBN 9781916057517.
- Children, Bluecoat Press, 2023, ISBN 978-1-9169054-5-0